# 飯山満川

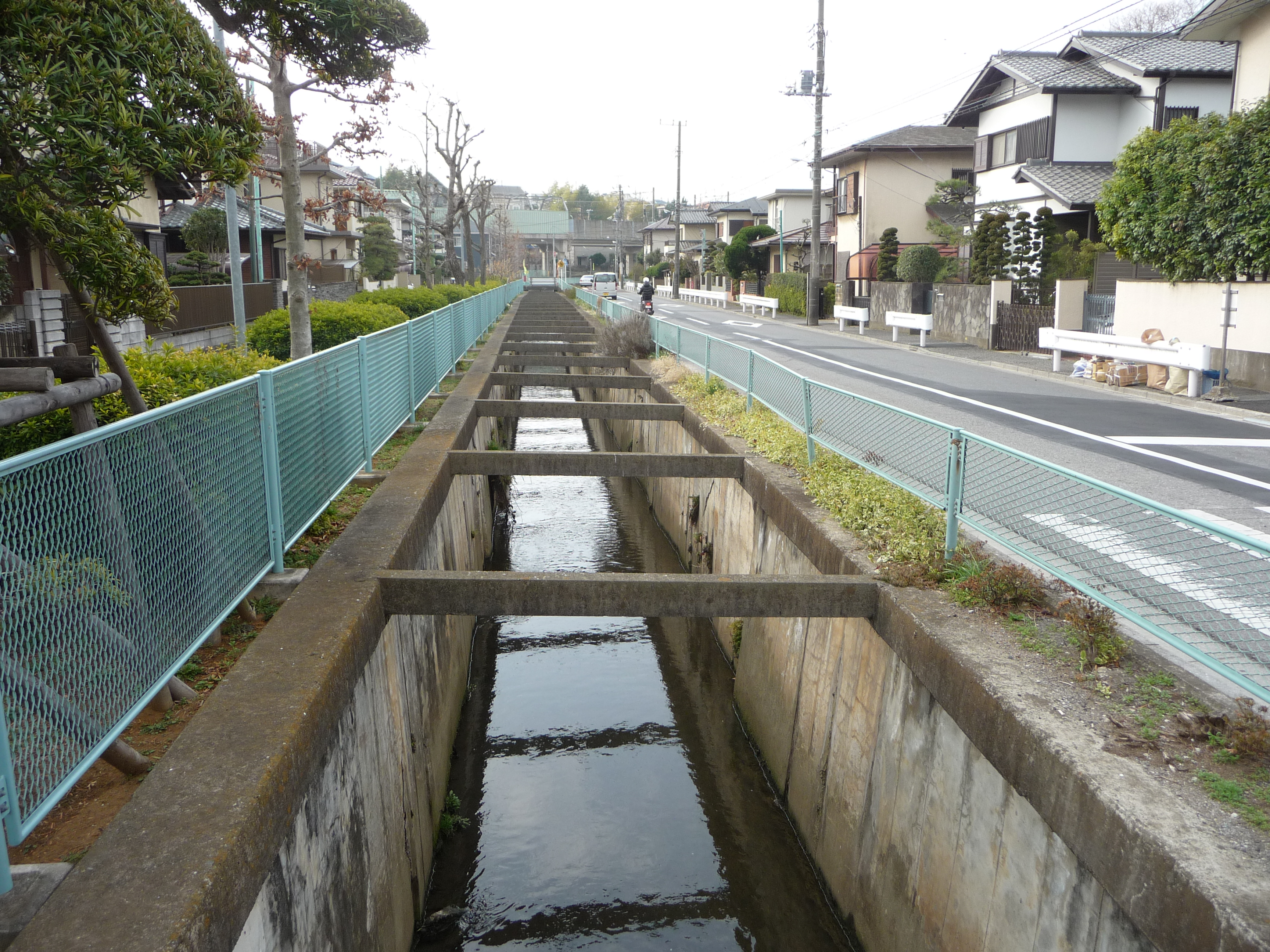
芝山7丁目付近

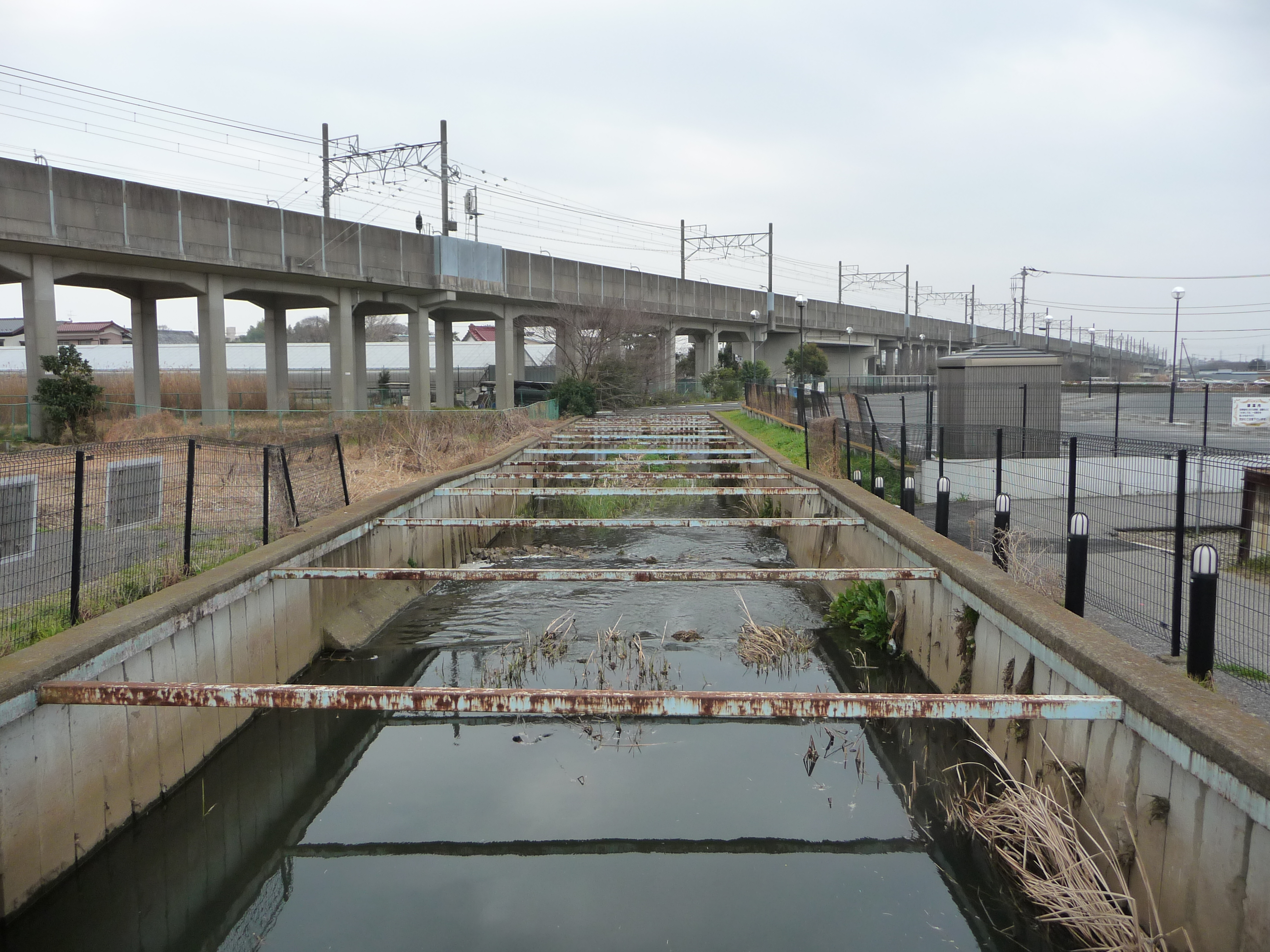
下流部（米ヶ崎町付近）

飯山満川（はさまがわ）は、千葉県船橋市を流れる海老川水系の二級河川。

## 地理
船橋市薬円台5丁目の国道296号と正伯公園西側の市道47-017号の交差点付近の地下が水源となる。この辺りは暗渠となっており、道路に沿って直角に曲がりながら北に流れ、習志野特別借上宿舎自衛隊官舎の西側を通る。京成松戸線に突き当たると線路に沿って北東へと流れを変える。ここで開渠となるが距離は短く、再び暗渠となって線路から逸れる。習志野駅の直下で新京成線をくぐり、西習志野4丁目を北へ進む。西習志野は下総台地の縁辺部にあたり、ここから下流の一帯は過去の侵食により樹枝状の侵食谷が形成されており、川は台地上から谷底へと下る。
谷底の西習志野3丁目で再び開渠となり、大きく西に進路を変える。以降の流域は谷底平野となり、西習志野と飯山満町の境界および芝山と飯山満町の境界を流れる。途中、セントラルコーポ船橋の西側の市道00-143号の橋より下流が二級河川に指定されている。飯山満駅周辺では船橋都市計画事業飯山満地区土地区画整理事業による河川改修工事により、東葉高速鉄道東葉高速線に沿った直線化および暗渠化が行われている。水源から芝山1丁目までの流域は宅地化されているが、飯山満町1丁目から米ケ崎町にかけての一帯では田園が残っている。最終的に、東町の海老川ジョギングロードにおいて海老川へと流入する。流路延長6,032mのうち、2,780mが二級河川に指定されている。

## 治水
飯山満川上流の長い暗渠から開渠に切り替わる西習志野付近の住宅地は狭い谷地であることから水害常襲地帯となっており、流路に面した西習志野第3号公園には処理能力毎分60トンの西習志野排水機場を整備するなどして円滑な排水に努めてきた。また飯山満川中下流部（現在の二級河川指定区間）では1991年（平成3年）度より、河川改修が流域の区画整理事業に伴う「防災調節池事業」として開始され、時間雨量50mm対応のために流路直線化・護岸整備及び3か所の調節池整備を柱として事業が進められている。
にもかかわらず中下流部の整備は、長らく普通河川であったことに加え多数の地権者との絡みやそれに伴う区画整理事業の遅滞などから進捗が遅かった。また整備を進めるにあたっては、鉄道路線に接近しているため高度な技術を必要としており、通常の2.5倍となる多額の費用の一部に国庫補助金を充てるため船橋市側は二級河川への昇格を要望した。その結果飯山満川は区画整理事業における防災調節池に指定され、それに伴い1998年（平成10年）2月6日告示にて一部区間が二級河川に昇格した。
護岸整備については河道付け替えを主とするため、年間に15m程度しか進捗が見られず、加えて千葉県が財政難で事業を中断していた時期もあり完成予定は2031年（平成43年）度となっている。うち飯山満駅周辺の700mについて、住宅市街地基盤整備事業において優先的に整備が進められている。
調節池については、1号調節池が飯山満駅の南西（東葉高速線よりも南側）、2号調節池が飯山満駅前ロータリーの西隣（東葉高速線よりも北側）、3号調節池が飯山満駅前ロータリーの北隣（芝山地区）に位置する。1号調節池は区画整理事業区域内の雨水貯留、2号調節池は逸水対策が目的とされている。一方で3号調節池は都市再生機構によって、芝山団地敷地内の雨水貯留のために既に整備されているものである。1号調節池は予定通り完成し供用開始となったが、2007年（平成19年）度完成予定だった2号調節池は高架橋の近接と軟弱地盤が原因で完成予定年度になっても着工されなかった。
下流域においては流域で海老川上流土地区画整理事業が見込まれたため、事業進捗を待って河川整備を行うこととされた。しかしこちらは多数の地権者の反対により事業実施自体が不透明な状況であった。長らく停止状態であった河川整備を優先的に行うため、千葉県は計画の見直し・河川基本計画の策定を2014年（平成26年）度末に予定している。2号調節池の動向もこれに影響されるため、まだ今後の河川改修事業の見通しは立っていない。

## 生物
メダカやモツゴ、ドジョウ等の在来種に加え、コイやアカミミガメのような外来種も生息している。
海老川との合流点には落差工があるため、ボラやマルタウグイ等の汽水魚が遡上してくることはない。

## 参考資料
- 社会資本整備総合交付金事業　二級河川海老川水系海老川・飯山満川事業再評価（千葉県県土整備部河川整備課、2014年1月15日）
- 海老川・飯山満川の事業状況報告（海老川流域懇談会事務局）
- 飯山満川について